# Michael Greyeyes
Michael Greyeyes (4 de junho de 1967) é um ator canadense. Nativo da tribo Cree (Primeiras Nações) do Lago Muskeg em Saskatchewan. Seu pai é também Cree (Primeiras Nações) do Lago Muskeg e sua mãe Sweetgrass (Primeiras Nações).
Aos 10 anos, entrou para a Escola Nacional de Ballet e se formou em 1984, sendo aceito como aprendiz no Ballet Nacional do Canadá e em 1987 ingressou como membro pleno no Corpo de Ballet. Após três anos, ele deixou o Ballet Nacional e foi se juntar a companhia do coreógrafo Eliot Feld, em Nova York.
Ele completou seu mestrado em Belas Artes na Escola de Teatro e Dança da Universidade Estadual de Kent em maio de 2003 como o melhor de sua classe.
Sua carreira como ator começou em 1993 quando ele estreou como "Juh" na produção da TNT "Geronimo", o que levou a inúmeras aparições televisivas, incluindo aparições como convidado em "Promised Land", "Texas Ranger", "Dr. Quinn Medicine Woman", "Magnificent Seven", "Millennium", e ele co-organizou em 1999 Aboriginal Achievement Awards. Em 1997 ele ganhou o personagem principal na produção da TNT "Crazy Horse", e em 1998 estrelou "Stolen Women, Captured Hearts" (O Gurreiro Sioux), com Janine Turner e Patrick Bergen. Ele apareceu nas mini-séries "Rough Riders", "Big Bear" e "Prova de Fogo". Filmes em que Michael tem participação, são: "Dance Me Outside", "Smoke Signals" (Sinais de Fumaça), "The Minion" (Guerreiro do Apocalipse) (também conhecido como "Fallen Knight"), "Firestorm" (Tormenta de Fogo), "League of Old Men" e, mais recentemente "O Novo Mundo", "Skipped Parts" (Descobrindo o Sexo), "Looking for Lost Bird" e "Race Against Time" (Correndo Contra o Tempo). Ele trabalhou em um filme com Linda Fiorentino e Ben Kingsley "Till the End of Time".
Sua peça "Nunatsuaq" (uma viagem de ficção científica a bordo da nave interplanetária "Elena", que leva os personagens a uma viagem de auto-descobrimento mais profundo da mitologia inuit) está ainda em desenvolvimento. No entanto, houve algumas apresentações públicas deste projeto em Janeiro de 2001, no Buddies in Bad Times Theatre, em Toronto. Em fevereiro de 2001, fez uma aparição em um episódio de "Charmed" e em março foi entrevistado por Evan Adams na APTN "Buffalo Track". Em março de 2001 esteve no Reino Unido para filmar um piloto para uma nova série da CBS, "Sam's Circus".
Desde 2001, Michael fez aparições em vários filmes: "Sunshine State" (A Terra do Sol), "ZigZag" (Conduta Ilegal), e "Skinwalkers", baseado no livro de Tony Hillerman. Ele também apareceu em alguns episódios de "Body and Soul" e "Mythquest".
Logo após receber seu diploma, ele interpretou o papel principal em "The Reawakening", um filme de Diane Fraher. Neste mesmo ano ele foi convidado para membro de um painel de juízes de curtas-metragens no festival de cinema nos EUA, em Dallas, Texas. Ele encerrou o ano participando da mini-série da ABC/Hallmark "Dreamkeeper", onde interpreta um Espírito do Trovão Iroquês.
Michael também explorou a forma moderna da dança tradicional, Powwow. Sua exploração foi documentado em um filme intitulado "He Who Dreams: Michael on the Powwow Trail" para a CBC por Adrienne Clarkson.
Atualmente ele trabalha como ator, coreógrafo e diretor. Seus últimos trabalhos incluem "Passchendaele" (filme), "The Threshing Floor" (uma apresentação de dança que ele co-coreografou com Santee Smith), "Triptych" (um curta-metragem veiculado nacionalmente na Bravo!), e "The Journey" (Pimooteewin), uma nova ópera que ele dirigiu, com música de Melissa Hui e libreto de Tomson Highway. Ele também fez a voz de Tommy no jogo de ação Prey (para Xbox 360).
Michael é casado e tem duas filhas, Eva Rose, nascida em maio de 2002 e  Lilia Frances Jean, nascida em 1 de outubro de 2004.

## Filmografia

### Filmes
- The Dreaming (2008) .... Spirit
- A Batalha de Passchendaele (Passchendaele) (2008) .... Highway
- Cosmic Radio (2007) ....
- O Novo Mundo (The New World)[1] (2005) .... Rupwew
- The Reawakening (2004) .... Robert Doctor)
- Guardião dos Sonhos (Dreamkeeper) (2003) (TV) .... Thunder Spirit
- Skinwalkers (2002) (TV) .... Dr. Stone
- A Terra do Sol (Sunshine State)[1] (2002) .... Billy Trucks
- Conduta Ilegal (ZigZag)[1] (2002) .... Dale
- Sam's Circus (2001) (TV) .... Chief
- Criança Perdida (The Lost Child) .... (2000) (TV) .... Eddie
- Descobrindo o Sexo (Skipped Parts) (2000) .... Hank Elkrunner
- Correndo Contra o Tempo (Race Against Time) .... (2000) (TV) .... Johnny Black Eagle
- Guerreiro do Apocalipse (The Minion) (1998) .... Gray Eagle
- Sinais de Fumaça (Smoke Signals) (1998) .... Junior Polatkin
- Tormenta de Fogo (Firestorm) (1998) .... Andy
- Rough Riders (1997) (TV) .... Delchaney (Apache)
- Prova de Fogo (True Women) (1997) (TV) .... Tarantula
- O Guerreiro Sioux (Stolen Women: Captured Hearts) (UK)(1997) (TV) .... Tokalah
- Crazy Horse (1996) (TV) .... Crazy Horse
- Rude (1995) .... Spirit Dancer
- Dance Me Outside (1995) .... Gooch
- Geronimo (1993) (TV) .... Juh

## =Séries
- Fear the Walking Dead (2017)
- Freedom Riders (episódios desconhecidos, 2009)
- The American Experience / We Shall Remain .... Tecumseh (1 episódio, 2009)
- Dancing with Spirit .... Lead Dancer (1 episódio, 2007)
- Numb3rs .... Thomas Morris (1 episódio, 2005)
- Law & Order: Criminal Intent .... Sonny Brightbill (1 episódio, 2005)
- The Jury .... Ty Sawyer (1 episódio, 2004
- Body & Soul .... Detective Cornstalk (1 episódio, 2002)
- MythQuest .... Strong Bear (1 episódio, 2001)
- Charmed .... Bo Lightfeather (1 episódio, 2001)
- Harsh Realm .... The Brave (1 episódio, 2000)
- Texas Ranger (Walker, Texas Ranger) .... Brian Falcon (2 episódios, 1999)
- Magnificent Seven .... Imala (1 episódio, 1998)
- Big Bear (1998) mini-série .... Wandering Spirit
- Millennium .... Joe Reynard (1 episódio, 1997)
- Dr. Quinn, Medicine Woman .... Walks In The Night (2 episódios, 1997)
- Promised Land .... Rod (1 episódio, 1997)
- Clube do Terror .... Shaman (1 episódio, 1995)

### Roteirista
- Dancing with Spirit .... Lead Dancer (1 episódio, 2007)

### Jogos
- Prey (2006) (VG) (voz) .... Tommy Hawk, Hiders #1, Abducted #2, Radio Caller #1

## Ligações Externas
- Michael Greyeyes. no IMDb.